# Augustin Pak Chong-won
Pour les articles homonymes, voir Saint Augustin et Pak.
Augustin Pak Chong-won (en coréen 박종원 아우구스티노) est un laïc chrétien coréen, catéchiste, né en 1793 à Séoul en Corée, mort le 31 janvier 1840 à Dangkogae près de Séoul.
Reconnu martyr et béatifié en 1925 par Pie XI, il est solennellement canonisé à Séoul par le pape Jean-Paul II le 6 mai 1984 avec 102 autres martyrs de Corée. 
Saint Augustin Pak Chong-won est fêté le 31 janvier et le 20 septembre.

## Biographie
Augustin Pak Chong-won naît en 1793 à Séoul,. Il est encore jeune quand son père meurt, et doit alors vivre dans la pauvreté, mais ne se plaint pas.
Il est catholique, réputé pour sa personnalité chaleureuse, sa gentillesse et son érudition. Attaché à sa mère, il la respecte et remplit ses devoirs filiaux. Il épouse une autre chrétienne, Barbara Ko, future martyre. 
Il se montre charitable, devient catéchiste. Il enseigne aux catholiques, et particulièrement aux catéchumènes. Il baptise les enfants en danger de mort. Il dit : « Comme Jésus m'aime, je dois l'aimer. Comme il a souffert pour moi, je dois souffrir », et souhaite connaître le martyre.
Augustin Pak essaye de conseiller aux autres de corriger leurs fautes. Quand il voit quelqu'un en état de péché, il ne peut s'empêcher de montrer son émotion ou de faire une remarque. Mais sa façon de faire est si gentille que personne ne s'en offense. Les témoins disent n'avoir jamais vu Augustin se mettre en colère. Il prend l'initiative dans des situations difficiles, et fait de gros efforts pour introduire des missionnaires en Corée. Le vicaire épiscopal  Laurent Imbert reconnaît ses mérites et le nomme officiellement catéchiste, fonction qu'il exerce admirablement.
Lors des persécutions, Augustin n'hésite à sortir de chez lui pour s'occuper de ses camarades catholiques, en particulier pour visiter ceux qui sont en prison, pendant huit mois. Il est finalement arrêté le 26 octobre 1839. Il est alors interrogé et torturé plusieurs fois, si sévèrement qu'il ne peut plus bouger les bras ni les jambes, mais il ne laisse voir aucun signe de douleur, malgré sa chair meurtrie. Selon le rapport gouvernemental, Augustin a clairement expliqué le ciel et l'enfer et a refusé d'offrir des sacrifices à ses ancêtres. 
Augustin Pak Chong-won est décapité le 31 janvier 1840 à Dangkogae ou Tang-kogae près de Séoul,, en compagnie de cinq autres catholiques.

## Canonisation
Augustin Pak Chong-won est reconnu martyr par décret du Saint-Siège le 9 mai 1925 et ainsi proclamée vénérable. Il est béatifié (proclamé bienheureux) le 5 juillet suivant par le pape Pie XI.
Il est canonisé (proclamé saint) par le pape Jean-Paul II le 6 mai 1984 à Séoul en même temps que 102 autres martyrs de Corée. 
Saint Augustin Pak Chong-won est fêté le 31 janvier, jour anniversaire de sa mort, et le 20 septembre, qui est la date commune de célébration des martyrs de Corée.